# First TV
First TV (arabe : فارست تي في) est une chaîne de télévision généraliste privée tunisienne basée à Tunis. Elle est diffusée de 2014 à 2017.

## Histoire
Le fondateur de la chaîne, Kaïs Mabrouk, docteur et ingénieur en télécommunications à Paris, membre de l'Association des Tunisiens des grandes écoles, devenu professeur, chercheur et associé à l'École polytechnique de Sousse à partir de septembre 2011, décide de retourner en Tunisie pour fonder une université en novembre 2014, l'Institut international du numérique et de l'audiovisuel, dont il devient directeur.
À la suite de la conférence de presse du 23 juin 2014, le lancement de First TV a lieu le 29 juin 2014 via satellite, soit le premier jour du ramadan 2014. À cette occasion, elle obtient la diffusion exclusive, en Tunisie, de la sixième saison du feuilleton syrien Bab Al Hara.
Durant le ramadan 2015, First TV s'associe à El Hiwar El Tounsi. Cependant, la chaîne disparaît définitivement et sa fréquence est reprise en août 2017 par une nouvelle chaîne, Carthage+.

## Organisation
Le conseil d'administration est composé de Kaïs Mabrouk, PDG de la chaîne, de Mokhtar Rassaa, ancien PDG de l'Établissement de la télévision tunisienne ainsi que de partenaires financiers, des entrepreneurs tunisiens résidant en France et issus du monde de la formation et de l'enseignement supérieur privé.
Le 11 septembre 2014, Kaïs Mabrouk annonce que le cabinet Stratégie Conseil basé à Tunis est sélectionné pour assurer les relations presse et publiques.

## Enlèvement
Doussiyet est une émission d'investigation sur la société tunisienne portant sur des préoccupations de l'opinion publique. À l'occasion du cinquième numéro qui s'intéresse à la situation libyenne, le journaliste Sofiène Chourabi, accompagné du photographe Nadhir Guetari, se rendent en Libye mais sont kidnappés par une milice près de la région d'Ajdabiya le 8 septembre 2014, entraînant la suspension de l'émission.

## Identité visuelle

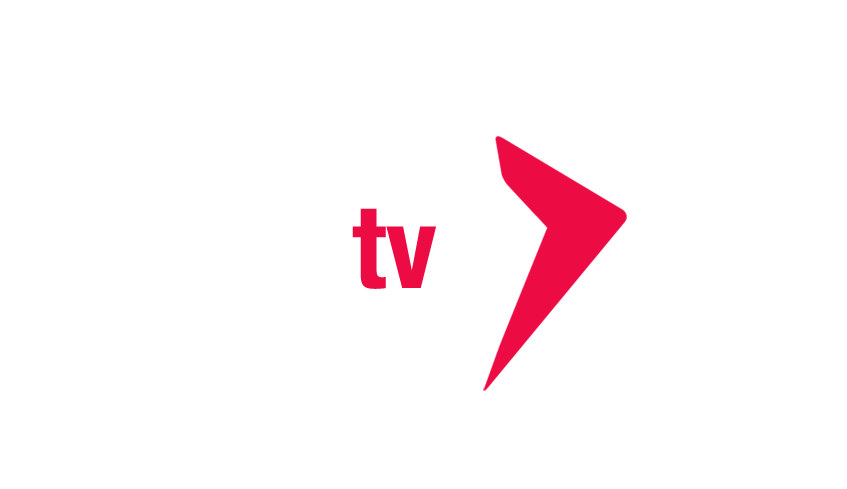
Ancien logo
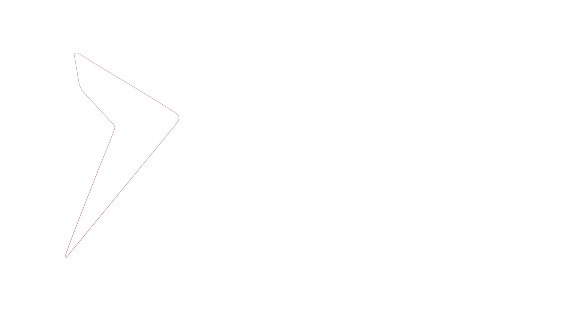
Logo de transition
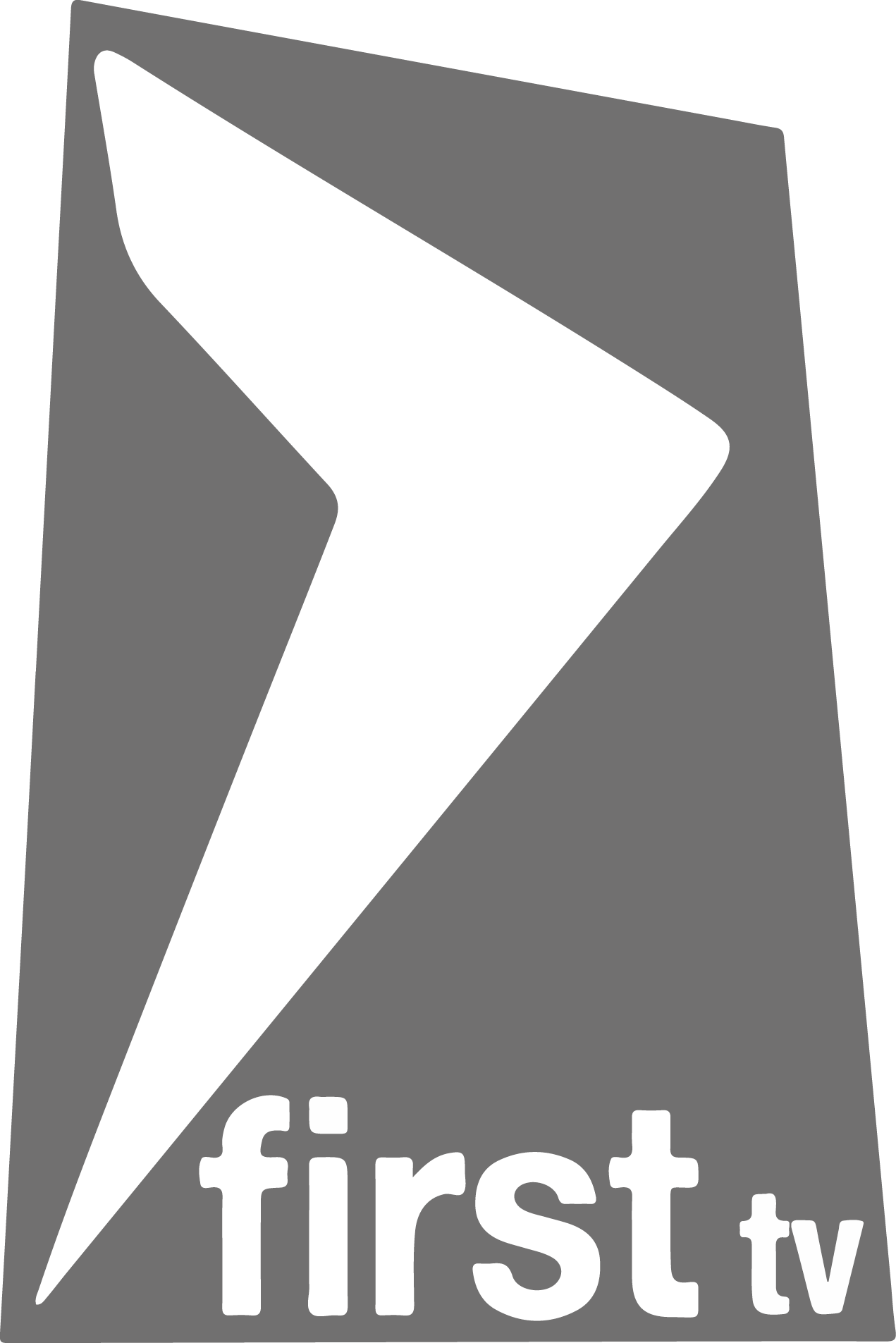
Logo actuel
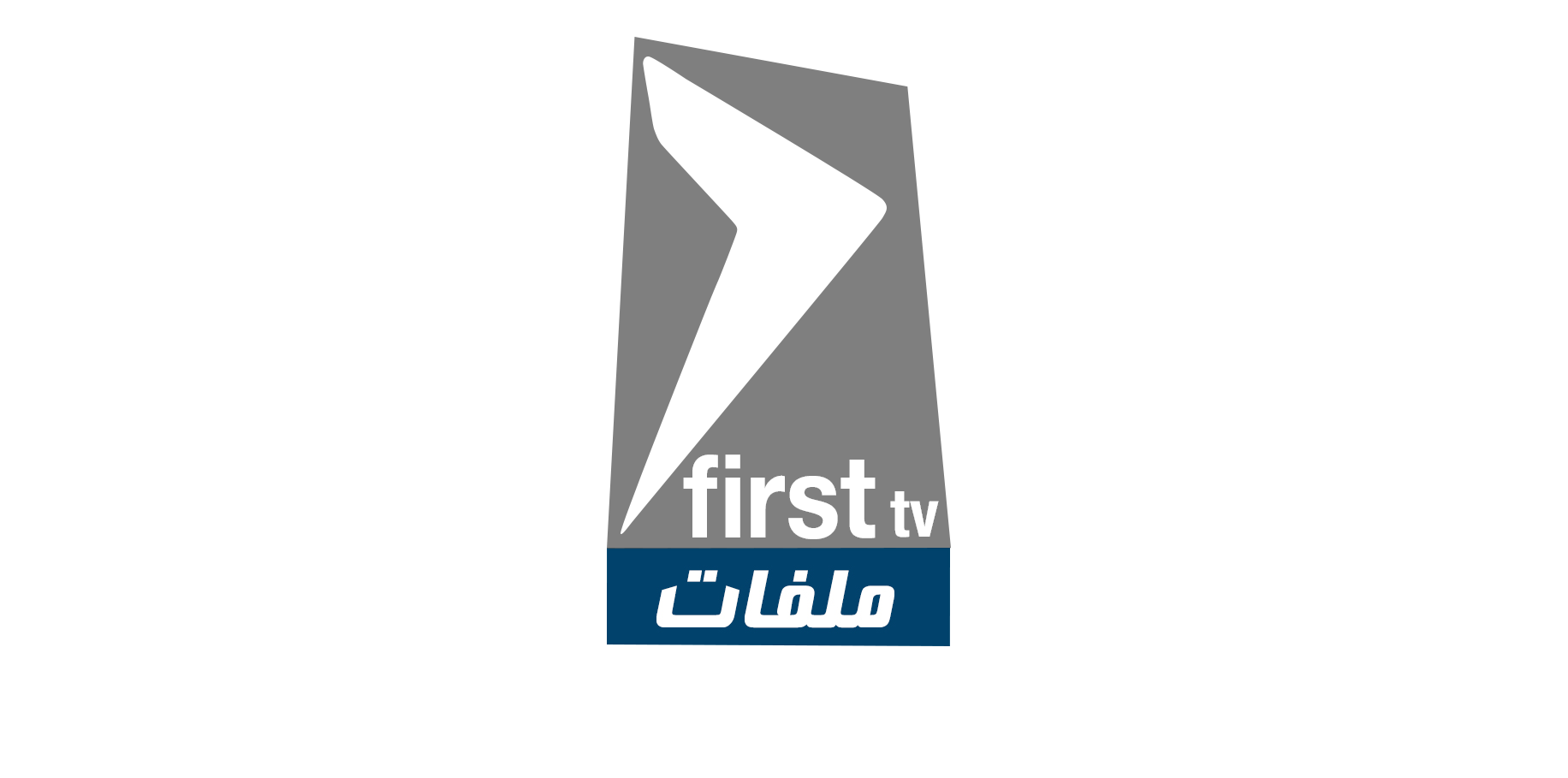
Reportage et investigation
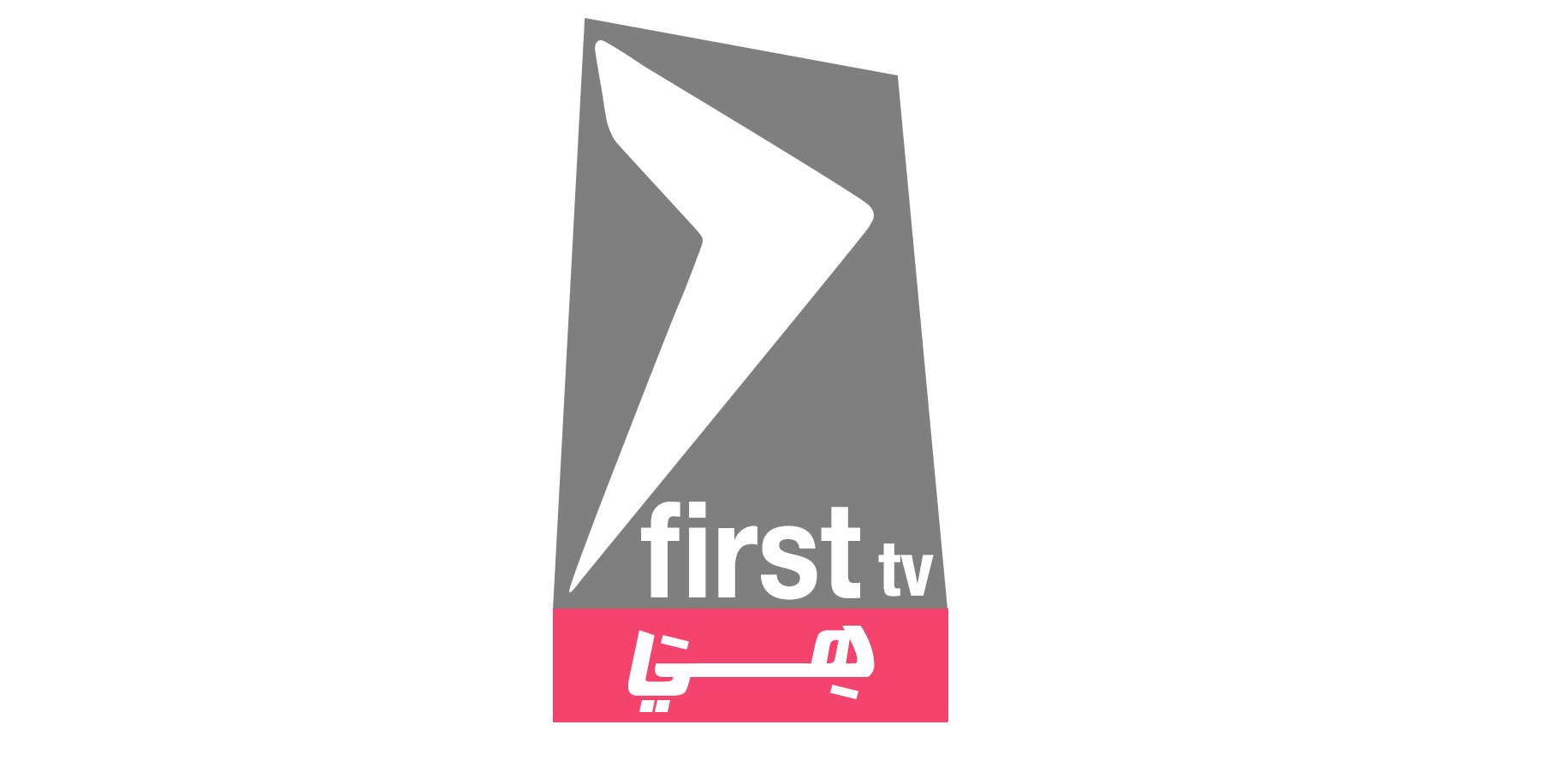
Femme
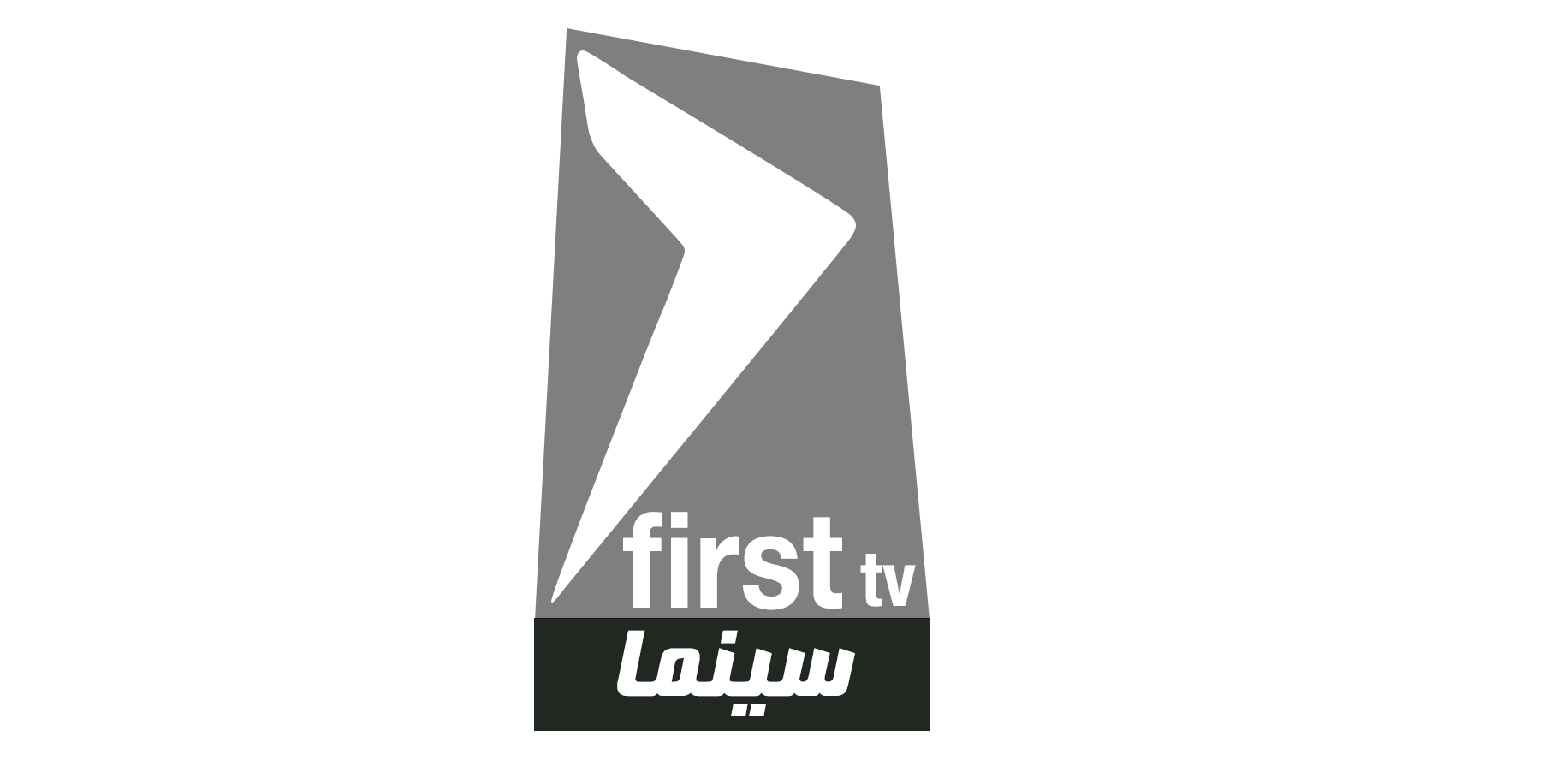
Cinéma
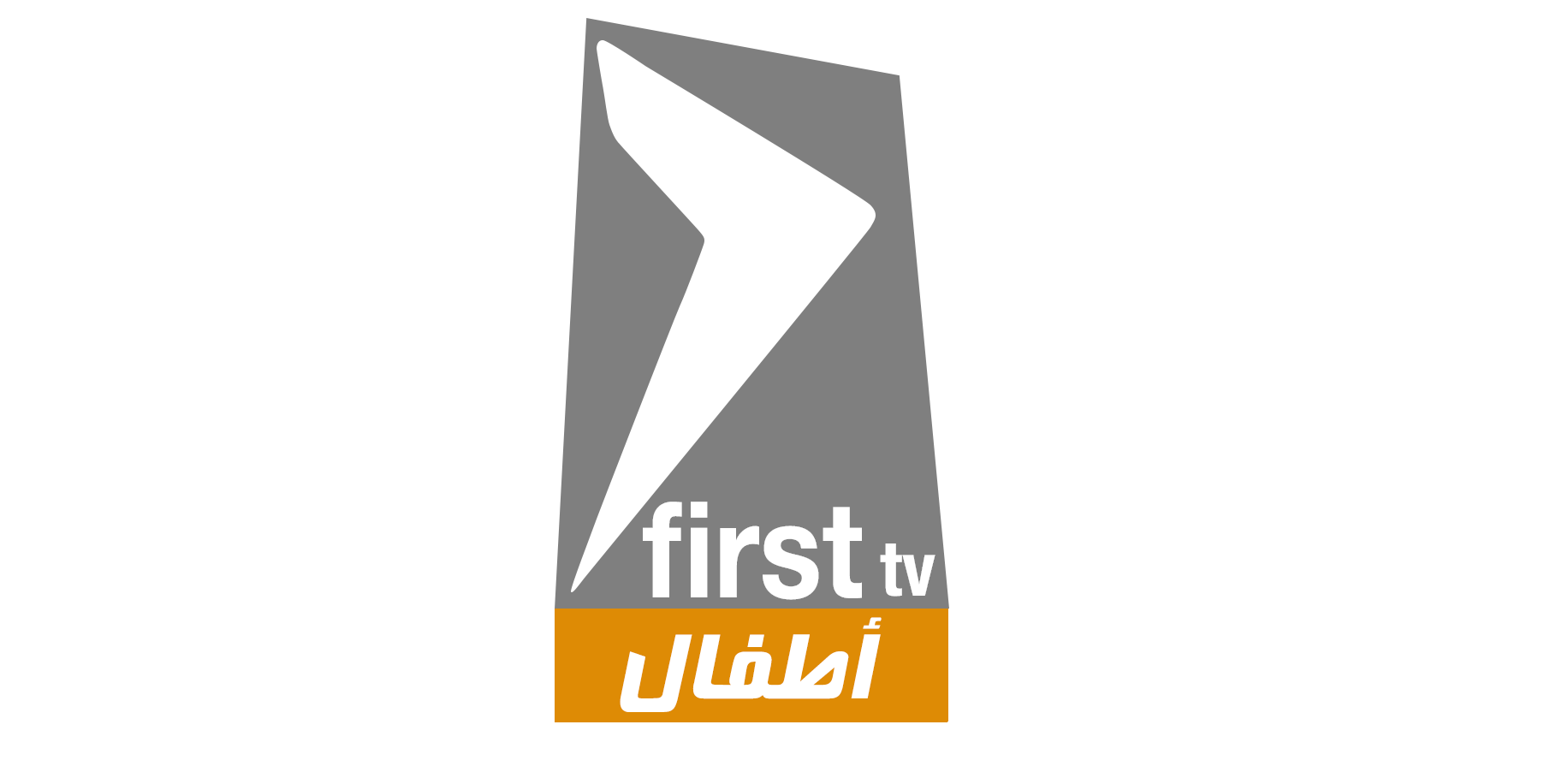
Enfants
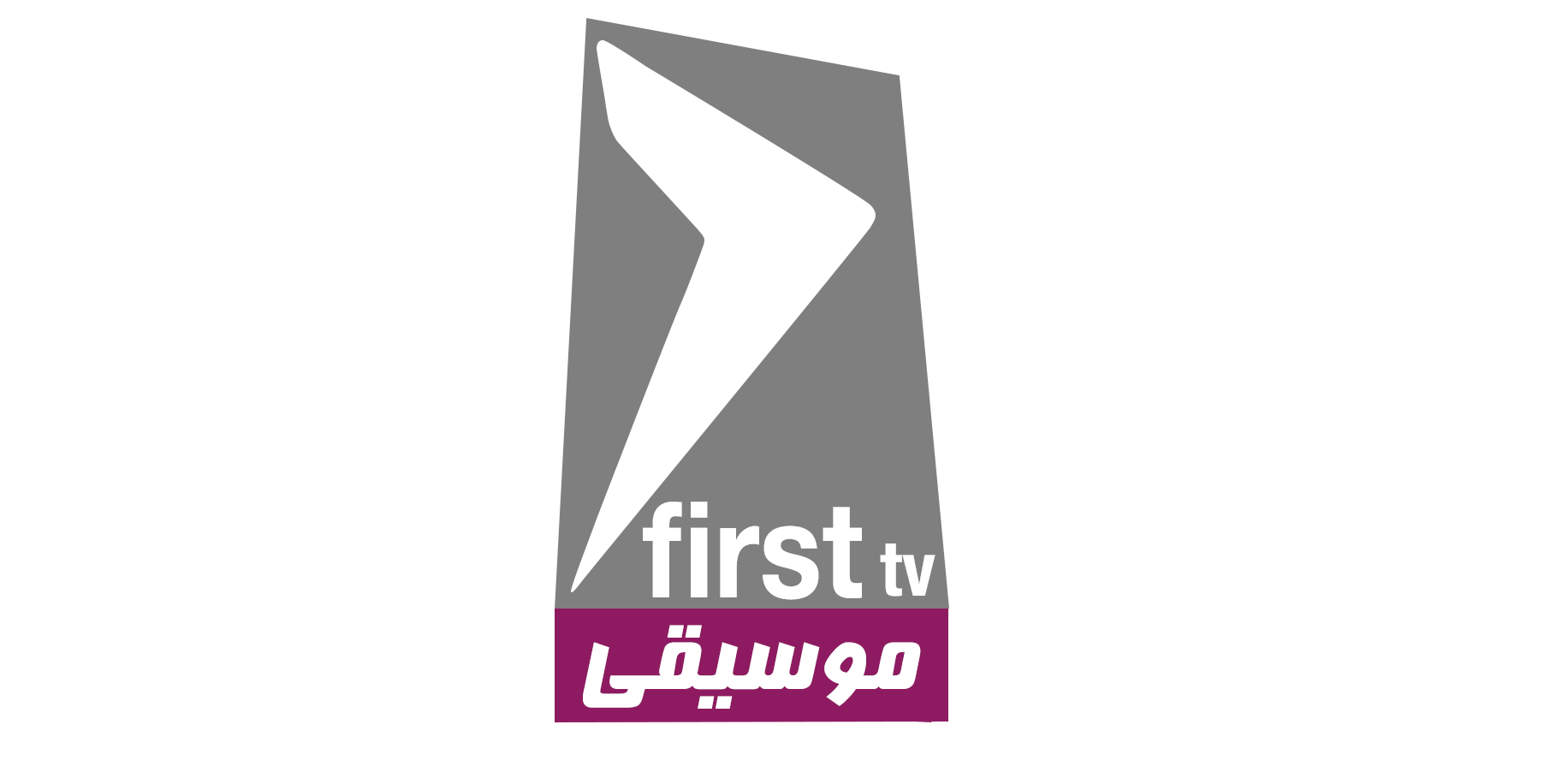
Musique
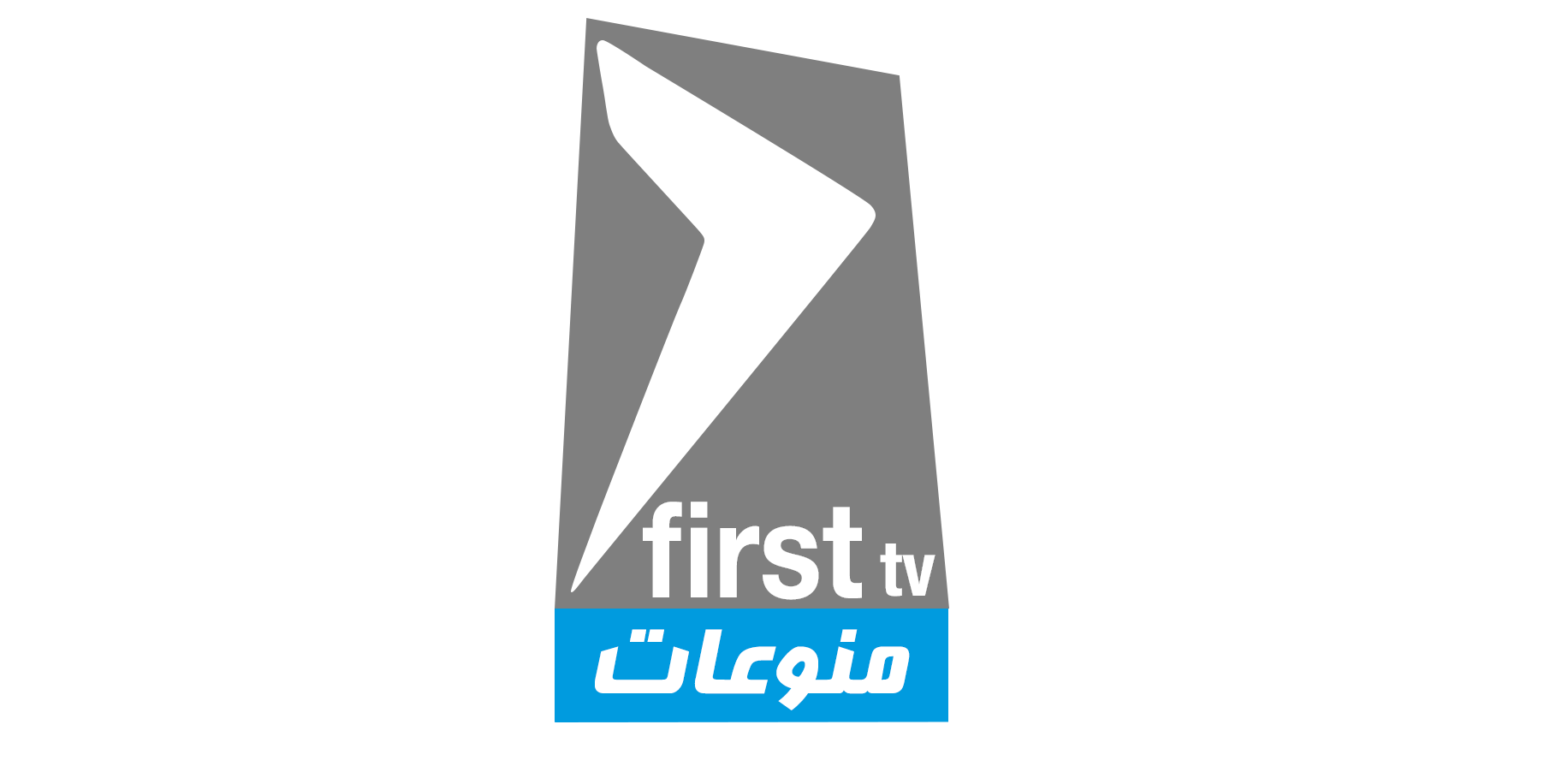
Variétés
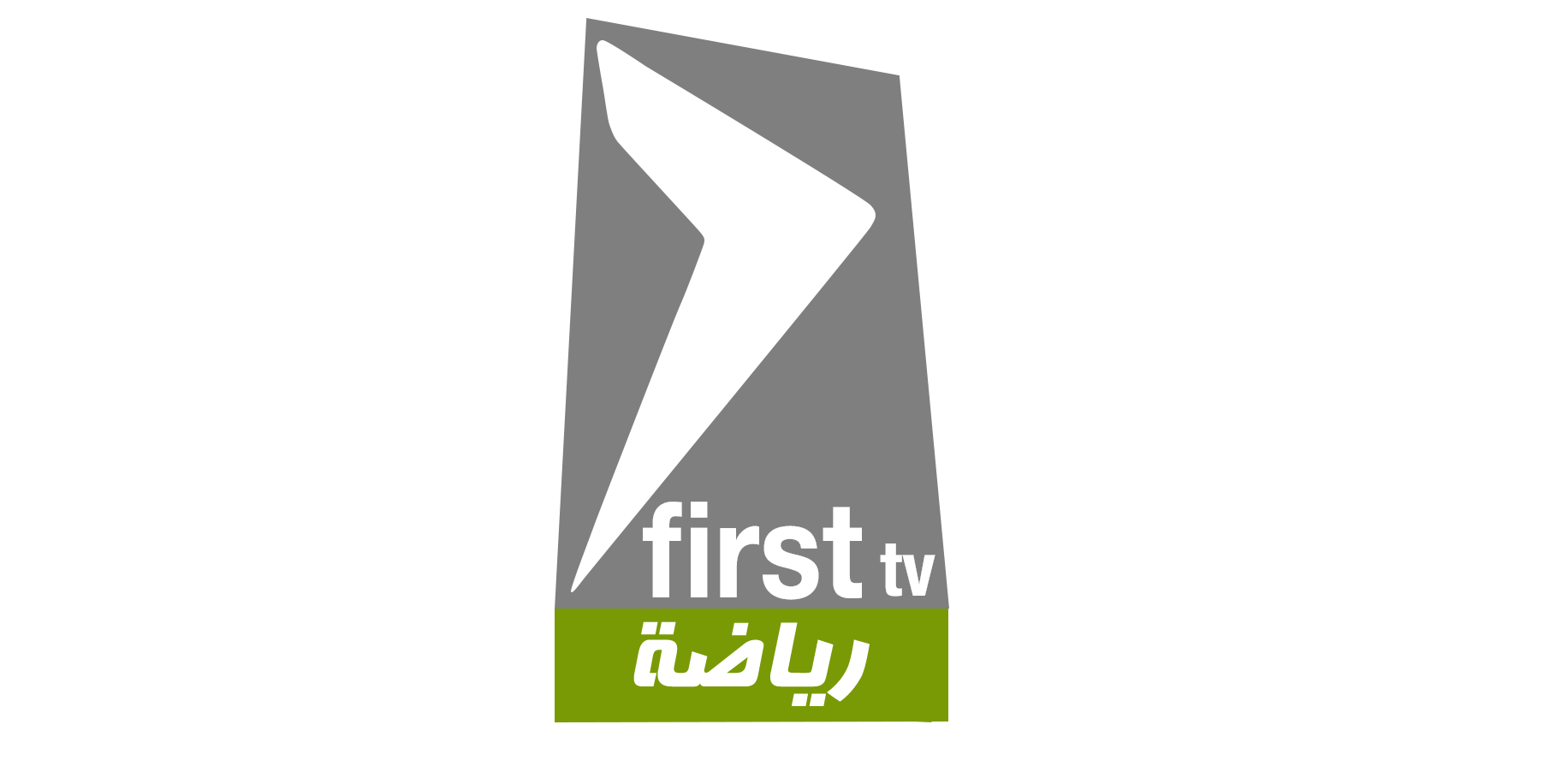
Sport

## Émissions
- Noce Dinek (نص دينك)
- Boukanoun (بوكانون)
- Acha Sport (العشاء سبور)
- Gamret 14 (ڨمرة 14)
- Klimet Khir (كليمة خير)
- Noujoum Romdhan (نجوم رمضان) devenu Noujoum Bledi (نجوم بلادي) après le ramadan 2014
- Akhlet Alina (أخلط علينا) présentée par Imen Srarfi
- Doubellech (دوبلاش) en partenariat avec Iris Prod
- Doussiyet (دوسيات) présentée par Sofiène Chourabi
- Dbara Attayer (دبارة عالطاير)
- Videos Gags
- First Events

## Séries étrangères
- Bab Al Hara
- Sam le pompier
- Samara
- N'ayez pas peur (ما تخافوش)
- Son Excellence la ministre (معالي الوزيرة)